# Гонсалес Креспо, Хуан Антонио
Хуан Антонио Гонсалес Креспо (исп. Juan Antonio González Crespo; род. 27 мая 1972, Монтевидео) — уругвайский футболист, выступавший за ряд уругвайских и испанских команд, а также за сборную Уругвая.

## Клубная карьера
Свою профессиональную карьеру футболиста Хуан Гонсалес начинал в уругвайском клубе «Басаньес» в 1991 году. В 1994 году он переходит в «Насьональ», один из ведущих клубов Уругвая. В 1995 и 1996 годах Хуан Гонсалес становился лучшим бомбардиром чемпионата Уругвая, соответственно с 15 и 13 забитыми мячами. Однако чемпионом страны Гонсалесу стать не удалось.
Летом 1997 года Хуан Гонсалес перешёл в испанский клуб «Реал Овьедо», в то время выступавший в Примере. В первом же сезоне он стал игроком основного состава. 31 августа 1997 года Гонсалес дебютировал в Примере в первом же туре чемпионата 1997/98, в домашнем победном (2:0) матче против «Мериды». А уже в следующем туре он забил свой первый гол, на 70-й минуте реализовав пенальти в гостевом поединке против «Сарагосы». 6 декабря 1997 года Гонсалес принёс своей команде домашнюю ничью в матче с мадридским «Реалом», сравняв счёт на 88-й минуте.
Во второй половине сезона 1998/99 Гонсалес был отдан в аренду мадридскому «Атлетико», в составе которого он провёл 8 матчей в Примере и забил 2 мяча.
После возвращения в «Реал Овьедо» Гонсалес редко появлялся на поле и ещё реже забивал. Однако, выйдя на замену в середине второго тайма домашнего матча против мадридского «Реала» 4 марта 2000 года, он вновь принёс своей команде ничью, забив в концовке встречи.
После ухода из «Овьедо» в 2001 году Гонсалес поиграл за клуб испанской Примеры B «Гранаду», уругвайские команды «Серро» и «Ривер Плейт». В 2004 году Гонсалес вновь играл за «Овьедо», но команда в тот период выступала уже в Терсере. Закончил свою карьеру Гонсалес в уругвайском «Фениксе» в 2006 году.
По завершении футбольной карьеры Хуан Антонио Гонсалес занялся домашним хозяйством, а затем стал работать водителем автобуса. Сын Хуанчи, Джованни Гонсалес, также стал футболистом. В 2019 году дебютировал в сборной Уругвая.

## Международная карьера
За сборную Уругвая Хуан Гонсалес провёл 4 матча в период с 1995 по 1999 год. Его дебют состоялся в товарищеском матче против сборной Бразилии, сыгранном 11 октября 1995 года в бразильском городе Баия и закончившемся поражением уругвайцев со счётом 0:1.